# Osmotròfia

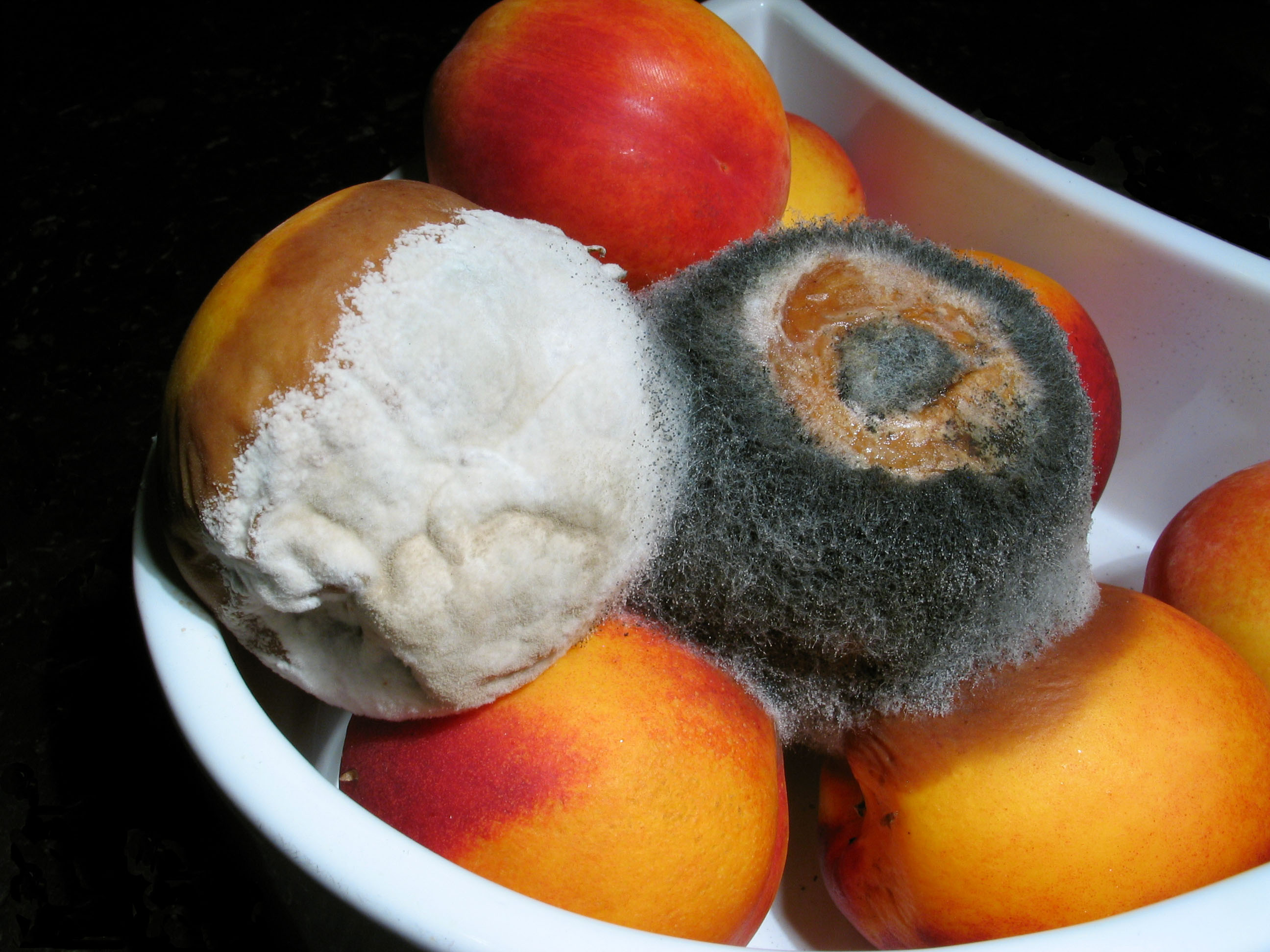
Els fongs són el principal grup d'éssers heteròtrofs que s'alimenten per osmotròfia: viuen i creixen sobre el seu aliment, on hi aboquen enzims digestius i després absorbeixen por osmosi les petites molècules orgàniques ja digerides.

L'osmotròfia és un mecanisme d'alimentació que implica el moviment de compostos orgànics dissolts per osmosi. Els organismes que utilitzen l'osmotròfia s'anomenen osmòtrofs. L'osmotròfia és utilitzada per diversos grups d'esser vius.  Las cèl·lules procariotes (bacteris) són universalment osmòtrofes; també ho són aquells eucariotes les cèl·lules dels quals estan cobertes por una paret cel·lular, com és el cas de les plantes, els fongs o las algues. Els grups d'animals invertebrats com els mol·luscs, les esponges de mar, els corals, els braquiòpodes i els equinoderms poden utilitzar l'alimentació osmotròfica com a font de aliment suplementària.

## Procés
L'osmotròfia, com a mitjà per recollir nutrients en organismes microscòpics, es basa en l'àrea de superfície cel·lular per garantir que la difusió adequada dels nutrients es produeix a la cèl·lula. En altres paraules, un osmòtrof és un organisme que té el seu "estómac" fora del seu cos. Alguns osmòtrofs poden tenir un sistema digestiu intern, tot i que segueixen utilitzant l'osmosi com a forma d'obtenir nutrients suplementaris. Amb organismes més grans, la proporció de superfície per volum disminueix i l'osmotròfia esdevé insuficient per satisfer les demandes de nutrients. Els organismes macroscòpics més grans que depenen de l'osmotròfia, compensen amb un cos prim i molt pla. Una tènia és un exemple d'aquesta adaptació.